# Mariana Bridi
Mariana Bridi da Costa (18 de junio de 1988 - 24 de enero de 2009) fue una modelo brasileña que falleció después que le amputaran las extremidades superiores e inferiores; falleciendo debido a complicaciones infecciosas por bacterias urinarias en su organismo.

## Enfermedad y deceso
Da Costa enfermó en diciembre de 2008, y los médicos originalmente mal diagnosticaron que tenía cálculos renales. A principios de enero, entra en choque séptico debido a una infección bacteriana, probablemente Pseudomonas aeruginosa, que en su versión hospitalaria es resistente a la mayoría de los antibióticos. Luego un pie y las manos debieron amputarse para salvar su vida. Y una parte de su estómago también fue removido durante la cirugía final.
El viernes, funcionarios de salud dijeron que Bridi no estaba respirando por sí misma y estaba sometida a hemodiálisis en un hospital de Sierra.
Bridi fue dos veces finalista en el concurso brasileño de Miss Mundo y en 2007 participó en el Miss Bikini Internacional.
Los datos en la página de internet de la modelo (www.marianabridi.com.br) indica que ella comenzó a trabajar a los 14 años, con la esperanza de “dar una vida digna a sus padres”. El padre es un taxista y la madre limpia casas.
Al cumplir los 18 años, su carrera había avanzado considerablemente: En 2007 y 2008 fue finalista en la etapa brasileña de Miss Mundo.
En su página se afirma que en febrero próximo Bridi iba a participar en la segunda etapa de la competencia de modelos celebrada en São Paulo por Dilson Stein, el cazatalentos brasileño que descubrió a la modelo Gisele Bundchen.
En el 2007, fue cuarta en el concurso Face of the Universe en Sudáfrica y había ganado varias competencias de bikini en el mundo.